# みうらじゅんのサントラくん
『みうらじゅんのサントラくん』は、NHKラジオ第1放送にて放送されている、みうらじゅん出演の音楽番組である。
2013年4月より月1回ペースでのレギュラー放送開始。2015年3月24日放送分をもって、定期放送は最終回となる。

## 概要
みうらは映画音楽のテーマソングや挿入歌などを収録したサウンドトラックも数多く所有している。そのサウンドトラックの楽曲をみうら自らが語りながら、みうらと親しいタレント・漫画家などの仕事仲間と映画そのもの、あるいは映画音楽について語り合う。
特番時代は毎回テーマを決め、それに関係した楽曲を放送すると共に、みうらと男性ゲストは生トーク、女性ゲストはナレーション（事前撮り）だったが、レギュラー化後は男性・女性ゲストとも生出演になり、特に決まったテーマは定めておらず、ゲストやみうらの選曲に基づいた内容となった。

## 放送履歴
| 放送日時（JST）                                           | ゲスト                               | ナレーション | テーマ・備考 |
| --------------------------------------------------------- | ------------------------------------ | ------------ | --- |
| 特別番組                                                  |                                      |              | |
| 2012年5月4日 21:05頃 - 23:00                              | 田口トモロヲ                         | 臼田あさ美   | 敵の映画・味方の映画 |
| 2012年8月21日 20:05頃 - 21:55                             | 蛭子能収                             | 戸川純       | 真夏の夜の夢 |
| 2013年1月14日 20:05頃 - 21:55                             | 大槻ケンヂ                           | 壇蜜         | 成人の日スペシャル 思春期映画対決 |
| 定時番組（時間は特記がないものはいずれも21:05頃 - 21:55） |                                      |              | |
| 2013年4月30日                                             | リリー・フランキー                   |              | |
| 2013年5月28日                                             | 細川ふみえ、町山智浩                 |              | |
| 2013年6月25日                                             | 水野久美、ROLLY                      |              | 主に恐怖映画を取り上げていた |
| 2013年7月30日                                             | 洞口依子、大友良英                   |              | 2013年10月20日「とっておきラジオ」内で再放送                                                                                          |
| 2013年8月27日                                             | MEGUMI、樋口真嗣                     |              | |
| 2013年9月24日                                             | 相原勇、喜国雅彦                     |              | |
| 2013年10月22日                                            | 杉作J太郎、畑中葉子                  |              | 本来より1週間早めて放送。 （10月29日が2013年の日本シリーズ第3戦開催予定日に当たるため） 2013年12月15日「とっておきラジオ」内で再放送  |
| 2013年11月26日                                            | 玉袋筋太郎、篠原ともえ               |              | |
| 2013年12月24日                                            | BOSE（スチャダラパー）、亜里沙       |              | 本来より1週間早めて放送 （12月31日がNHK紅白歌合戦開催予定日に当たるため）                                                             |
| 2014年1月28日                                             | いとうせいこう、杉本彩               |              | |
| 2014年2月11日 17:05頃-18:50                               | 宮藤官九郎、峯田和伸、美保純         |              | 祝日特番「青春ノイローゼスペシャル」として放送                                                                                        |
| 2014年2月25日                                             | ゲストなし                           |              | 過去の放送音源の再放送を含め、怪獣映画を特集                                                                                          |
| 2014年3月25日                                             | 中村獅童、平岩紙                     |              | |
| 2014年4月29日                                             | 佐野史郎                             |              | 2014年5月10日「とっておきラジオ」枠内で再放送 この回からリスナーからのリクエスト募集も開始                                            |
| 2014年5月27日                                             | 松久淳                               |              | 松久は第13回（2010年）みうらじゅん賞受賞者                                                                                            |
| 2014年6月24日                                             | 中原昌也                             |              | |
| 2014年7月29日                                             | チョー                               |              | |
| 2014年8月26日                                             | 栗原正巳                             |              | |
| 2014年9月30日                                             | 秋山竜次（ロバート）                 |              | |
| 2014年10月21日                                            | なべやかん                           |              | 本来より1週間早めて放送。 （10月28日が2014年の日本シリーズ第3戦開催予定日に当たるため）                                               |
| 2014年11月25日                                            | JAGUAR                               |              | |
| 2014年12月16日                                            | カーツさとう                         |              | 本来より2週間早めて放送。 （最終週に当たる12月30日は年末特番のため、更にその1週手前の12月23日は天皇誕生日の祝日編成が放送されるため） |
| 2015年1月26日                                             | 小谷元彦                             |              | |
| 2015年2月24日                                             | 山田五郎、マギー、中川翔子、前野健太 |              | 「サントラくんスペシャル」として放送                                                                                                  |
| 2015年3月24日                                             | 根本敬                               |              | 定時放送としての最終回。本来より1週間早めて放送。 （3月30日より2015年度の改編が実施される兼ね合いによる）                             |